# Simon Patten
 (décembre 2021).
Si vous disposez d'ouvrages ou d'articles de référence ou si vous connaissez des sites web de qualité traitant du thème abordé ici, merci de compléter l'article en donnant les références utiles à sa vérifiabilité et en les liant à la section « Notes et références ».
Simon Nelson Patten, né le 1er mai 1852 à Sandwich (Illinois) et mort le 24 juillet 1922 à Browns Mills (New Jersey), est un économiste qui a suivi l'école de Henry Charles Carey et a été pionnier après Carey de l'idée d'économie de l'abondance,.

## Vie
Simon Patten a vécu au Nord de la plaine de l'Illinois, dans la ferme de son père. Il est issu d'une famille conservatrice mais se convainc de la réforme sociale,.
En 1876, il étudie à l'université de Northwestern. Il rejoint alors un groupe américain pour aller en Allemagne. Là, il rencontre Johannes Conrad, un influent professeur d'économie.
Il a été professeur d'économie à l'université de Pennsylvanie. Il dirigea l'université de Wharton de 1896 à 1912. Joseph Wharton était contre le libre-échange de l'empire britannique.

## Influence
Trois des élèves de Patten furent les conseillers de Franklin Delano Roosevelt. Patten fut le parrain du New Deal.

## Livres
- Das Finanzwesen der Staaten und Städte der Nordamerikanischen Union, 1878
- Premises of Political Economy, being a re-examination of certain fundamental principles of economic science, 1885.
- The Consumption of Wealth, 1889
- The Stability of Prices, 1889
- Principles of Rational Taxation, 1890
- The Economic Basis of Protection, 1890
- The Educational Value of Political Economy, 1890
- The Theory of Dynamic Economics, 1892
- The Economic Basis of Protection, 1895
- The Theory of Social Forces, 1896.
- The Development of English Thought: A Study in the economic interpretation of history, 1899.
- The Theory of Prosperity, 1902.
- Heredity and Social Progress, 1903.
- New Basis of Civilization, 1907.
- Theories of Progress, 1911, AER
- The Social Basis of Religion, Preface and scroll down to chapter-preview links, 1911.
- Reconstruction of Economic Theory, 1912
- Mandeville in the Twentieth Century, 1918, AER